# زينة (المزيونة)
زينة منطقة سكنية تقع في ولاية المزيونة، التابعة لمحافظة ظفار في سلطنة عمان. يقدر عدد سكانها بـ 235 نسمة حسب إحصاء عام 2010 التابع للمركز الوطني للإحصاء والمعلومات الحكومي. رمز المنطقة هو 20733060.

## الوصلات الخارجية
- المركز الوطني للإحصاء والمعلومات، سلطنة عمان